# 宣大勳
宣大勳，字藎孚。雲南蒙化縣人，明朝政治人物。

## 生平
萬曆四十一年（1613年）癸丑科進士。次年任黄安县知县，萬曆四十四年（1616年）调任湖廣承宣佈政使司蒲圻縣（今屬湖北省赤壁市）知縣。在蒲圻四年，卒于任。